# Чемпионат мира по футболу среди молодёжных команд 1989
7-й Чемпионат мира ФИФА среди молодёжи (англ. 1989 FIFA World Youth Championship) — проходил с 16 февраля по 3 марта 1989 года в Саудовской Аравии. Матчи проходили в городах: Эр-Рияд, Даммам, Джидда и Таиф. В турнире приняли участие 16 молодёжных сборных, сыгравших 32 игры. Матчи турнира посетило 643 815 зрителей (в среднем 20 119 за игру). Чемпионат впервые в истории выиграла сборная Португалии. Лучшим игроком турнира был признан хавбек сборной Бразилии, Бисмарк Баррето Фария.

## Квалификация
В финальную часть чемпионата мира вышли 15 команд по итогам континентальных чемпионатов и хозяева турнира сборная Саудовской Аравии.
| Конфедерация | Отборочный турнир                                               | Сборные                                            |
| ------------ | --------------------------------------------------------------- | -------------------------------------------------- |
| АФК          | Страна-организатор                                              | Саудовская Аравия                                  |
| АФК          | Чемпионат Азии по футболу 1988 (юноши до 19 лет)                | Ирак Сирия1                                        |
| КАФ          | Чемпионат Африки по футболу среди молодёжных команд 1989        | Мали1 Нигерия                                      |
| КОНКАКАФ     | Чемпионат КОНКАКАФ среди молодёжных команд 1988                 | Коста-Рика1 США2                                   |
| КОНМЕБОЛ     | Чемпионат Южной Америки по футболу среди молодёжных команд 1988 | Аргентина Бразилия Колумбия                        |
| УЕФА         | Чемпионат Европы по футболу 1988 (юноши до 18 лет)              | Чехословакия ГДР Норвегия1 Португалия СССР Испания |

1.↑ Дебютанты чемпионата мира.
2.↑ Заменили Мексику, которая была дисквалифицирована за использование игроков более старшего возраста на предыдущем чемпионате.

## Групповой этап

### Группа A
| Команда           | И | В | Н | П | ГЗ | ГП | ГР | О |
| ----------------- | - | - | - | - | -- | -- | -- | - |
| Португалия        | 3 | 2 | 0 | 1 | 2  | 3  | -1 | 4 |
| Нигерия           | 3 | 1 | 1 | 1 | 3  | 3  | 0  | 3 |
| Чехословакия      | 3 | 1 | 1 | 1 | 2  | 2  | 0  | 3 |
| Саудовская Аравия | 3 | 1 | 0 | 2 | 4  | 3  | +1 | 2 |

| Саудовская Аравия      | 1:2 | Нигерия                                    |
| ---------------------- | --- | ------------------------------------------ |
| Саадун Аль-Сураити 16′ |     | Мутиу Адеподжу 52′ · Кристофер Охенхен 87′ |

| Чехословакия | 0:1 | Португалия      |
| ------------ | --- | --------------- |
|              |     | Паулу Алвеш 88′ |

| Саудовская Аравия | 0:1 | Чехословакия       |
| ----------------- | --- | ------------------ |
|                   |     | Радослав Латал 52′ |

| Нигерия | 0:1 | Португалия     |
| ------- | --- | -------------- |
|         |     | Жуан Пинту 79′ |

| Саудовская Аравия                                                   | 3:0 | Португалия |
| ------------------------------------------------------------------- | --- | ---------- |
| Халед Аль-Харби 52′ · Халид Аль-Ромаихи 56′ · Хамад Аль-Дебаихи 83′ |     |            |

| Нигерия             | 1:1 | Чехословакия       |
| ------------------- | --- | ------------------ |
| Кристофер Нвосу 72′ |     | Радослав Латал 14′ |

### Группа B
| Команда    | И | В | Н | П | ГЗ | ГП | ГР | О |
| ---------- | - | - | - | - | -- | -- | -- | - |
| СССР       | 3 | 3 | 0 | 0 | 7  | 2  | +5 | 6 |
| Колумбия   | 3 | 1 | 0 | 2 | 3  | 4  | -1 | 2 |
| Сирия      | 3 | 1 | 0 | 2 | 4  | 6  | -2 | 2 |
| Коста Рика | 3 | 1 | 0 | 2 | 2  | 4  | -2 | 2 |

| Коста Рика           | 1:0 | Колумбия |
| -------------------- | --- | -------- |
| Рональд Гонсалес 88′ |     |          |

| СССР                                                   | 3:1 | Сирия           |
| ------------------------------------------------------ | --- | --------------- |
| Бахва Тедеев 29′ · Олег Саленко 49′ · Олег Саленко 83′ |     | Яссер Сибаи 65′ |

| Коста Рика | 0:1 | СССР             |
| ---------- | --- | ---------------- |
|            |     | Олег Матвеев 84′ |

| Колумбия                             | 2:0 | Сирия |
| ------------------------------------ | --- | ----- |
| Уилсон Муньос 42′ · Диего Осорио 85′ |     |       |

| Коста Рика        | 1:3 | Сирия                                                      |
| ----------------- | --- | ---------------------------------------------------------- |
| Данило Бренес 80′ |     | Абдулатиф Хелу 16′ · Мохамад Афаш 30′ · Абдулатиф Хелу 45′ |

| Колумбия         | 1:3 | СССР                                                       |
| ---------------- | --- | ---------------------------------------------------------- |
| Уилсон Муньос 5′ |     | Андрей Тимошенко 25′ · Олег Саленко 29′ · Олег Саленко 32′ |

### Группа C
| Команда  | И | В | Н | П | ГЗ | ГП | ГР | О |
| -------- | - | - | - | - | -- | -- | -- | - |
| Бразилия | 3 | 3 | 0 | 0 | 10 | 1  | +9 | 6 |
| США      | 3 | 1 | 1 | 1 | 4  | 4  | 0  | 3 |
| ГДР      | 3 | 1 | 0 | 2 | 3  | 4  | -1 | 2 |
| Мали     | 3 | 0 | 1 | 2 | 1  | 9  | -8 | 1 |

| Бразилия                        | 2:0 | ГДР |
| ------------------------------- | --- | --- |
| Марсело Энрике 35′ · Франка 68′ |     |     |

| Мали            | 1:1 | США             |
| --------------- | --- | --------------- |
| Канет Нфали 42′ |     | Стивен Сноу 11′ |

| Бразилия                                                                                | 5:0 | Мали |
| --------------------------------------------------------------------------------------- | --- | ---- |
| Кассио Баррос 50′ · Бисмарк 53′ · Сонни Андерсон 66′ · Сонни Андерсон 80′ · Бисмарк 83′ |     |      |

| ГДР | 0:2 | США                                    |
| --- | --- | -------------------------------------- |
|     |     | Трой Даяк 47′ · Стивен Сноу 87′ (пен.) |

| Бразилия                                              | 3:1 | США           |
| ----------------------------------------------------- | --- | ------------- |
| Бисмарк 39′ · Марсело Энрике 44′ · Сонни Андерсон 55′ |     | Трой Даяк 10′ |

| ГДР                                               | 3:0 | Мали |
| ------------------------------------------------- | --- | ---- |
| Штефан Праузе 28′ · Генри Фукс 46′ · Уве Яниг 55′ |     |      |

### Группа D
| Команда   | И | В | Н | П | ГЗ | ГП | ГР | О |
| --------- | - | - | - | - | -- | -- | -- | - |
| Ирак      | 3 | 3 | 0 | 0 | 4  | 0  | +4 | 6 |
| Аргентина | 3 | 1 | 0 | 2 | 3  | 3  | 0  | 2 |
| Норвегия  | 3 | 1 | 0 | 2 | 4  | 5  | -1 | 2 |
| Испания   | 3 | 1 | 0 | 2 | 4  | 7  | -3 | 2 |

| Норвегия | 0:1 | Ирак             |
| -------- | --- | ---------------- |
|          |     | Саддам Найем 66′ |

| Аргентина         | 1:2 | Испания                                 |
| ----------------- | --- | --------------------------------------- |
| Диего Симеоне 12′ |     | Мойсес 26′ · Давид Вильябона 58′ (пен.) |

| Норвегия | 0:2 | Аргентина                                |
| -------- | --- | ---------------------------------------- |
|          |     | Умберто Бьяцотти 5′ · Мартин Убальди 89′ |

| Ирак                            | 2:0 | Испания |
| ------------------------------- | --- | ------- |
| Карим Вали 41′ · Лаиф Шабиб 51′ |     |         |

| Норвегия                                                                                 | 4:2 | Испания                   |
| ---------------------------------------------------------------------------------------- | --- | ------------------------- |
| Ойстейн Дриллестад 43′ · Бьорн Йохансен 47′ · Ларс Бохинен 58′ · Ойвинд Меллемстранд 90′ |     | Пинилья 46′ · Пинилья 49′ |

| Ирак                   | 1:0 | Аргентина |
| ---------------------- | --- | --------- |
| Радхи Свади 67′ (пен.) |     |           |

## Плей-офф
|  | Четвертьфиналы | Четвертьфиналы |            |      | Полуфиналы        | Полуфиналы        |  |  | Финал | Финал |
|  |                |                |            |      |                   |                   |  |  |       |       |
|  | 21 октября     |                |            |      |                   |                   |  |  |       |       |
|  |                |                |            |      |                   |                   |  |  |       |       |
|  | Португалия     | 1              |            |      |                   |                   |  |  |       |       |
|  | Португалия     | 1              | 23 октября |      |                   |                   |  |  |       |       |
|  | Колумбия       | 0              |            |      |                   |                   |  |  |       |       |
|  | Колумбия       | 0              | Португалия | 1    |                   |                   |  |  |       |       |
|  | 21 октября     |                | Португалия | 1    |                   |                   |  |  |       |       |
|  |                | Бразилия       | 0          |      |                   |                   |  |  |       |       |
|  | Бразилия       | Бразилия       | 0          | 1    |                   |                   |  |  |       |       |
|  | Бразилия       |                | 25 октября | 1    |                   |                   |  |  |       |       |
|  | Аргентина      | 0              |            |      |                   |                   |  |  |       |       |
|  | Аргентина      | 0              | Португалия | 2    |                   |                   |  |  |       |       |
|  | 21 октября     |                | Португалия | 2    |                   |                   |  |  |       |       |
|  |                | Нигерия        | 0          |      |                   |                   |  |  |       |       |
|  | СССР           | Нигерия        | 0          | 4(3) |                   |                   |  |  |       |       |
|  | СССР           | 23 октября     |            | 4(3) |                   |                   |  |  |       |       |
|  | Нигерия        | 4(5)           |            |      |                   |                   |  |  |       |       |
|  | Нигерия        | 4(5)           | Нигерия    | 2    | Матч за 3-е место | Матч за 3-е место |  |  |       |       |
|  | 21 октября     |                | Нигерия    | 2    | Матч за 3-е место | Матч за 3-е место |  |  |       |       |
|  |                | США            | 1          |      |                   |                   |  |  |       |       |
|  | Ирак           | США            | 1          | 1    | Бразилия          | 2                 |  |  |       |       |
|  | Ирак           |                |            | 1    | Бразилия          | 2                 |  |  |       |       |
|  | США            | 2              |            | США  | 0                 |                   |  |  |       |       |
|  | США            | 2              |            |      | 0                 |                   |  |  |       |       |
|  |                |                |            |      |                   |                   |  |  |       |       |
|  |                |                |            |      |                   |                   |  |  |       |       |

### Четвертьфиналы
| Португалия      | 1:0 | Колумбия |
| --------------- | --- | -------- |
| Жорже Коуту 40′ |     |          |

| СССР                                                                            | 4:4 | Нигерия                                                                               |
| ------------------------------------------------------------------------------- | --- | ------------------------------------------------------------------------------------- |
| Сергей Кирьяков 30′ · Бахва Тедеев 45′ · Олег Саленко 46′ · Сергей Кирьяков 58′ |     | Кристофер Охенхен 61′ · Кристофер Охенхен 75′ · Самуэль Элиджа 83′ · Ндука Угбаде 84′ |
| Пенальти                                                                        |     |                                                                                       |
| Олег Саленко · Сергей Беженар · Миржалол Касымов · Олег Бенько                  | 3:5 | Кристофер Охен · Питер Огаба · Майкл Оньемачара · Мутиу Адеподжу · Самуэль Элиджа     |

| Бразилия           | 1:0 | Аргентина |
| ------------------ | --- | --------- |
| Марсело Энрике 15′ |     |           |

| Ирак           | 1:2 | США                                  |
| -------------- | --- | ------------------------------------ |
| Карим Вали 35′ |     | Крис Хендерсон 17′ · Дарио Броуз 56′ |

### Полуфиналы
| Португалия       | 1:0 | Бразилия |
| ---------------- | --- | -------- |
| Жорже Амарал 68′ |     |          |

| Нигерия                               | 2:1 (1:1,0:0) (доп. вр.) | США             |
| ------------------------------------- | ------------------------ | --------------- |
| Мутиу Адепожу 47′ · Мутиу Адепожу 93′ |                          | Стивен Сноу 52′ |

### Матч за 3-е место
| Бразилия                  | 2:0 | США |
| ------------------------- | --- | --- |
| Франка 65′ · Леонардо 69′ |     |     |

### Финал
| Португалия                       | 2:0 | Нигерия |
| -------------------------------- | --- | ------- |
| Абел Силва 44′ · Жорже Коуту 76′ |     |         |

| Чемпионат мира по футболу среди молодёжных команд 1989 Победитель |
| ----------------------------------------------------------------- |
| Португалия Первый титул                                           |